# Mnet Asian Music Awards
Mnet Asian Music Awards (většinou zkracováno na MAMA) je jednou z hlavních ceremonií K-popu, která se koná každoročně v Jižní Koreji za účasti několika známých herců a idolů Mnet Media. Řadí se mezi nejdůležitější události v jihokorejském hudebním průmyslu a účastnilo se jich mnoho velmi známých a úspěšných K-popových hvězd jako Bi Rain, BoA, TVXQ, SS501, Super Junior, Big Bang, Girls' Generation, KARA, 2NE1, Wonder Girls a dalších umělců hudebně aktivních v Jižní koreji.

## Historie
Předávání cen začalo v roce 1999 pod názvem „M.net KM Music Festival“ (MKMF) až do roku 2008.
V roce 2009 byl název změněn na „M.net Asian Music Awards“. Došlo ke změně konceptu a způsobu správy hlasování jednotlivých cen. V roce 2009 bylo předávání hudebních cen vysíláno živě v Číně, Japonsku, Hongkongu a v Jihovýchodní Asii kanálem „Channel V“. Speciální hlavní událostí byla „Cena globálního umělce“.
V roce 2010 se konal M.net Asian Music Festival mimo Jižní Koreu v Benátském resortu v Macau.
V roce 2011 se konalo předávání cen na singapurském stadionu a vystoupili na něm hvězdy apl.de.ap a will.i.am z The Black Eyed Peas, Dr. Dre, Snoop Dogg a Koda Kumi.

## Výherci

### 2012
Best Asian Artist Japan: AKB48 – „Uza“